# Tętnica biodrowa wewnętrzna

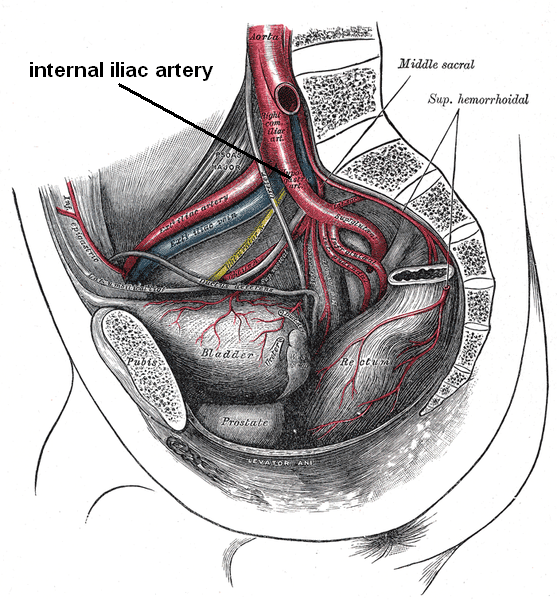
Tętnica biodrowa wewnętrzna

Tętnica biodrowa wewnętrzna (łac. arteria iliaca interna) – w anatomii człowieka parzysta tętnica zaopatrująca ściany i narządy miednicy, narządy płciowe zewnętrzne, okolicę kroczową i tylno-przyśrodkowy fragment uda. Jest jedną z dwóch gałęzi, na jakie tętnica biodrowa wspólna dzieli się przed stawem krzyżowo-biodrowym, na wysokości dolnego brzegu V kręgu lędźwiowego. Ku tyłowi towarzyszy jej żyła biodrowa wewnętrzna. Jej długość wynosi około 4–5 cm, a średnica około 8–9 mm.

## Gałęzie
Tętnica biodrowa wewnętrzna dzieli się na dwa pnie: przedni i tylny. Pień tylny kończy się w górnej części otworu kulszowego większego, odchodzą od niego wyłącznie gałęzie ścienne:
- tętnica biodrowo-lędźwiowa,
- tętnice krzyżowe boczne:
  - tętnica krzyżowa boczna górna,
  - tętnica krzyżowa boczna dolna,
- tętnica pośladkowa górna.

Pień przedni oddaje zarówno gałęzie ścienne jak i szereg gałęzi trzewnych. Biegnie do przodu od mięśnia gruszkowatego i splotu krzyżowego, oddając gałęzie końcowe w dolnej części otworu kulszowego większego.
Gałęzie ścienne:
- tętnica zasłonowa,
- tętnica pośladkowa dolna,

Gałęzie trzewne:
- tętnica pępkowa,
- tętnica pęcherzowa dolna,
- tętnica nasieniowodu (u mężczyzn; czasem odchodzi z jednej z powyższych gałęzi trzewnych),
- tętnica maciczna (u kobiet),
- tętnica pochwowa (u kobiet, może też odchodzić z tętnicy macicznej[5]),
- tętnica odbytnicza środkowa,
- tętnica sromowa wewnętrzna.